# Løgstør
Løgstør är en tätort och stad i norra Jylland i Danmark, på Limfjordens södra sida, omkring 50 kilometer väster om Ålborg. Orten har 4 300 invånare (2012) och tillhör Vesthimmerlands kommun i Region Nordjylland. Före kommunreformen 2007 var den centralort i dåvarande Løgstørs kommun.
Løgstør uppstod på 1500-talet som ett fiskeläge på grund av sillfisket i Limfjorden. I orten finns Limfjordsmuseet och Løgstørs kyrka, en nygotisk kyrka från 1893.